# Julio Moizeszowicz
Julio Moizeszowicz (Buenos Aires, 25 de mayo de 1943) es un médico psiquiatra argentino. Se destaca especialmente en los ámbitos de la Medicina, la Psiquiatría y la Psicofarmacología demostrando la utilidad de la Interdisciplenariedad de las Terapias Picodinámicas con las Sustancias Psicotrópicas, como tratamientos combinados para el mejoramiento de los diferentes Trastornos Mentales.

## Trayectoria Profesional
De 1968 a 1971 participó en el estudio de los nuevos psicofármacos (nomifensin, etifoxine, clobazam, loprazolam) y de los productos biológicos estreptoquinasa y haemaccel en el Departamento de Investigación Farmacológica de las empresas farmacéuticas Hoechst AG y Behringwerke. 
De 1973 a 1976 se desempeñó como psiquiatra en el Hospital Borda, dónde obtuvo el título de Médico Psiquiatra con la monografía “Actualización en la evaluación clínica de Psicofármacos”.
En 1983 obtuvo el cargo de Profesor Adjunto, en el Departamento de Salud Mental de la Facultad de Medicina de la Universidad de Buenos Aires, por oposición, en concurso abierto, estando integrado el Jurado por los Dres. Horacio Etchegoyen, Mauricio Goldenberg y Dionisio Duarte. Desempeñó el cargo hasta 1994, en la cátedra de Salud Mental, en la Unidad Hospitalaria del Hospital Israelita, durante la dirección del Dr. Jorge García Badaracco en el Departamento de Salud Mental de la Facultad de Medicina de Buenos Aires. 
De 1984 a 1989 realizó los Seminarios de Clínica Psicoanalítica, en la Asociación Psicoanalítica de Buenos Aires (sociedad componente de la Asociación Psicoanalítica Internacional, actual Instituto Universitario de Salud Mental). Completó su Psicoanálisis Didáctico con la Dra. Elisabeth Tabak y la Supervisión Clínica de pacientes con el Dr. Horacio Etchegoyen. Obtuvo en 1990 la categoría de Psicoanalista Adherente.
Fue Director Médico de la “Comunidad de Terapias Múltiples y Aprendizaje Social El Aleph” (1986-1995); Presidente-Director Docente de la Fundación de Docencia e Investigación Psicofarmacológica (1990-2010); Director de la Revista Argentina de Psicofarmacología (1995-2000) y de la Revista FundoPsi Clínica (Psicofarmacología Basada en la Evidencia) (2000-2004).
Fue Presidente del Capítulo de Psicofarmacología de la Asociación de Psiquiatras Argentinos (1983-1993), Miembro Adherente de la Asociación Psicoanalítica de Buenos Aires y de la New York Academy of Sciences; Profesor Temporario de la Facultad de Ciencias de la Salud de la Universidad Nacional de Salta (1985-1986); Profesor Visitante de la Facultad de Ciencias Médicas de la Universidad Nacional de Córdoba (1997) y de la Escuela Gallega de Administración Sanitaria de Salud Mental (Director: Dr. Tiburcio Angosto Saura), Santiago de Compostela, España, 2001; Profesor de Psicopatología en la Asociación Psicoanalítica de Buenos; Profesor de Psicofarmacología en el Curso de Especialistas de la Asociación de Psiquiatras Argentinos; Coordinador y Supervisor de Psicofarmacología en el Servicio de Psicopatología del Hospital Israelita de Buenos Aires (1977-1989). 
Actualmente es miembro de la American Psychiatric Association (APA), del International College of Neuropsychophamacology (CINP), de la International Network for the History of Neuropsychopharmacology Archivado el 15 de abril de 2015 en Wayback Machine. (INHN), de la Asociación Médica Argentina (AMA), de la Asociación de Psiquiatras Argentinos (APSA) y del Colegio Argentino de Psicofarmacología y Neurociencia (CAPyN).

## Aportes científicos
Moizeszowicz desarrolla sus investigaciones en la Psicofarmacología Psicodinámica. La Psicofarmacología estudia el efecto de los fármacos sobre el psiquismo normal o patológico, con especial atención a las manifestaciones cognitivas, emocionales, motivacionales y conductuales y es Psicodinámica cuando el profesional incluye al tratamiento de los conflictos, que ocasionan sufrimiento psíquico, medicamentos que alivian su condición actual. Esta invasión cuantitativa de impulsos (psicológicos y neuroquímicos) en el cerebro desorganizan el aparato psíquico, siendo necesario la administración de psicofármacos para re-establecer el orden de la cualidad de las representaciones que se han alterado. Trata de complementar las relaciones entre cuerpo y mente, articulada a través de las psicoterapias, del psicoanálisis y de los tratamientos psicofarmacológicos, en los diferentes trastornos mentales.
En sus escritos afirma que, la invasión cuantitativa (psicológica y neuroquímica) desorganiza el aparato psíquico, siendo necesaria la administración de psicofármacos, para restablecer el orden de la cualidad y las representaciones. Cuadro 1.

## Explicación de sus investigaciones

### Factores emocionales
Ha sido demostrado que, además de los factores genéticos, los factores emocionales pueden provocar alteraciones en la cantidad y calidad de los neurotransmisores cerebrales. Hay que añadir, a la invasión cuantitativa del aparato mental, la incapacidad humana a responder a ella en forma adecuada. Ello se debe a las pocas posibilidades de controlar y elaborar psíquicamente las excitaciones internas. Un aflujo excesivo de excitación anula inmediatamente el principio de placer y principio de realidad, obligando al aparato psíquico a realizar una tarea más urgente: ligar las excitaciones para posibilitar su descarga ulterior. Para poder actuar, el principio de placer necesita que se cumplan ciertas condiciones, que son anuladas por el trauma psíquico.
Sigmund Freud, en su libro Proyecto de psicología, escrito en 1895, remarca el concepto de “una magnitud de excitación, que se desplaza a lo largo de cadenas neuronales”. En la época en que se descubren las hormonas, agrega que “será posible actuar químicamente sobre el aparato mental" (Esquemas de Psicoanálisis, 1938). 

### Neurotransmisores
En la actualidad, se conoce que las sinapsis están gobernadas por los neurotransmisores. Cada neurona propaga su información por medio de un potencial de acción (señal eléctrica). Ésta se transmite dentro de la célula, desde sus dendritas, por cambios iónicos de la membrana celular, al cuerpo de la neurona y, desde allí, hasta el axón. Para continuar esta propagación del impulso, la neurona transforma el impulso eléctrico en uno químico, liberando al espacio intersináptico los neurotransmisores alojados en las vesículas, existiendo entonces, aquí, la posibilidad de intervenir con medicamentos específicos. Cuadro 2.
Esta información química es “captada”, por el receptor celular de la membrana que generan un potencial excitatorio postsináptico, para poder transmitir el impulso nuevamente a otra célula. Para mantener las modificaciones de forma permanente a través del tiempo es necesario, que la información de esos primeros mensajeros se transmita a estructuras básicas (ARN mensajero). De esta manera el mensaje original puede fijarse en el núcleo, donde codifica al ADN genético, y quedar en la memoria celular. La moderna neurobiología denomina a este proceso plasticidad neuronal. Cuadro 3.

### Memoria genética y psicofármacos
Eric Kandel (premio Nobel de Medicina, en el año 2000), demostró la existencia de una memoria genética, así pudieron deslindarse la genética de la epigenética en los trastornos mentales. 
Los psicofármacos actúan sobre elementos del citoplasma y del núcleo celular de las neuronas, para llegar al núcleo de la célula y transformar su código de información. Ello se lleva a cabo a través de mensajeros intracelulares (transducción de señal), que tratan de modificar la actividad génica. A nivel de las vesículas presinápticas, inhiben o estimulan los receptores pre o postsinápticos y/o bloquean y/o estimulan la recaptación de neurotransmisores. Cada uno de los diferentes neurotransmisores puede ser alterado por los psicofármacos, consiguiéndose así, inhibir o excitar las neuronas de acuerdo con el fármaco utilizado.

### Psicosis
La psicosis comporta un ataque de cantidad de impulsos que no pueden ser cualificados. Esta invasión de excitación genera patología: el Yo tomará partido por el Ello alejándose del mundo exterior.
Si, en cambio, el Yo toma partido por el mundo externo, pero no logra imponerse totalmente al Ello se generarán las neurosis y si el conflicto se hace a través del Superyó aparecerá la depresión. La existencia de sobre-adaptación a la realidad, dará lugar a la afección psicosomática.
Esta fuerte invasión del aparato mental puede producir, por ejemplo, en las neurosis, intensos accesos de angustia que generen ataques de pánico y en la psicosis un brote psicótico, con la pérdida total de la lábil construcción restitutiva (que le permitía al paciente “vivir”, hasta ese momento).

### Psicofarmacología
A partir de 1950, con las síntesis del antipsicótico típico (clorpromazina, hoy, los antipsicóticos atípicos) y del antidepresivo tricíclico (imipramina, hoy, los inhibidores selectivos de la recaptación de serotonina),  la Psicofarmacología progresa de forma vertiginosa, aprovechando el avance de otras ciencias biológicas.
En la actualidad, existen métodos para investigar las respuestas químicas y psicológicas del sistema nervioso central, a través de las neuroimágenes (SPECT, espectroscopía de resonancia magnética nuclear, tomografía por emisión de positrones), de la neuroquímica y de la bioelectricidad.
El psicofármaco puede ser considerado como un objeto, que actúa cuando las palabras (es decir el orden de la cualidad y de las representaciones) desaparecen, como consecuencia de una invasión cuantitativa al aparato mental.
Los psicofármacos son también de utilidad en las fases profilácticas de estos trastornos psíquicos como son, los conflictos muy dolorosos o regresivos del orden vital (separaciones, duelos, pérdidas laborales, etc.), que pueden dar lugar a respuestas cuantitativas (reconocidas, en general de manera previa, por la familia y/o el psicoterapeuta).
Es recomendable que todas las indicaciones de prescripción médica (compliance), se realicen a través de una alianza terapéutica, donde el médico aclare al paciente los beneficios, como así también el balance de los riesgos, de las psicoterapias y de las medicaciones psicofarmacológicas.
Cuadro 1
1. ¿Cuáles son esos dispositivos a través de los cuales el sistema nervioso muda la cantidad en cualidad?
2. ¿Cómo se transforman los estímulos externos e internos (cantidades) en sensaciones (cualidades)?

Cuadro 2
Existen mecanismos de neuroaprendizaje, que pueden perturbar o facilitar la constitución de la función mnémica, que es fundamental para frenar el circuito cuantitativo. Si este mecanismo no funciona adecuadamente, y lo hace de forma acelerada, produce un gran aumento de respuestas postsinápticas, luego de estimulaciones presinápticas (continuas, sostenidas, breves y de altísima frecuencia), y, existe un fracaso al almacenamiento de la información. 
Cuadro 3
Respuesta neuronal (transcripción genética).

## Cursos y Conferencias
- Utilidad de la potenciación con antipsicóticos atípicos, en la depresión resistente. 26° Congreso Argentino de Psiquiatría, Asociación de Psiquiatras Argentinos, Mar del Plata, Hotel Sheraton, 19-22 de abril de 2012.
- Viñetas Clínicas Interactivas: Actualidad diagnóstica y de tratamiento. 26° Congreso Argentino de Psiquiatría, Asociación de Psiquiatras Argentinos, Mar del Plata, Hotel Sheraton, 21-24 de abril de 2010.
- Psicofarmacología del espectro ¿border-bipolar?. 17° Congreso Internacional de Psiquiatría, Asociación Argentina de Psiquiatras, Buenos Aires, Hotel Sheraton, 27-30 de septiembre de 2010.
- Burn Out. 16° Congreso Internacional de Psiquiatría, Asociación Argentina de Psiquiatras, Buenos Aires, Hotel Sheraton Libertador, 3-6 de octubre de 2009.
- Viñetas Clínicas Interactivas: Actualidad diagnóstica y de tratamiento. 25° Congreso Argentino de Psiquiatría, Asociación de Psiquiatras Argentinos, Mar del Plata, Hotel Sheraton, 22-25 de abril de 2009.
- Impulsividad/Vulnerabilidad. ¿Tratamiento psicofarmacológico y/o Resiliencia. Simposio Pipelines Drugs, Buenos Aires, Hotel Caesar Park, 4 de noviembre de 2008.
- Qué significa ser Atípico en el tratamiento de las psicosis. Riesgos y Beneficios. Utilidad de un nuevo Antipsicótico Atípico. 23° Congreso Argentino de Psiquiatría, Asociación de Psiquiatras Argentinos, Mar del Plata, Hotel Sheraton, 19-22 de abril de 2007.
- Tratamiento de la Depresión en el largo plazo. Simposio Neurociencias, Buenos Aires, Hotel Piazzola, 29 de agosto de 2005

## Publicaciones científicas y de divulgación médica (resúmenes)
- Controversial question: Should psychomotor retardation be considered as a good prognostic factor in the treatment of depression?. Medicographia 2003; 25 (74): 47.
- Escitalopram in the treatment of mayor depression disorder with anxiety in a routine clinical outpatient clinic. Fernández L., Bronstein R., Schaumann C., Pedemonte P. Moizeszowicz J., 24th. CINP Congress, Collegium Internationale Neuro-Psychofarmacologicum, París, Francia, 20-24 de junio de 2004.
- Atípicos, antipsicóticos de vanguardia. Diario La Nación, 17-18 de abril de 2004.
- Growth Hormone Neurosecretory Disfunction in Major Depressive Illness. Fiasche R., Fideleff H., Moizeszowicz J., Frieder P., Pagano SM., Holland M. Psychoneuroendocrinology 1995; 20: 727-733.
- Capítulo de “Urgencias Psiquiátricas” en colaboración con Roberto Bronstein, en el libro Emergencias Médicas y Quirúrgicas de Gerardo Baré y colaboradores, Ediciones Edimed, Buenos Aires, 1994.
- Tratamiento Psicofarmacológico en Clínica de Día. En Moizeszowicz J., Psicofarmacología Psicodinámica III. Nuevos enfoques clínico-terapéuticos. Editorial Paidós, Buenos Aires, 1994, Capítulo 14, págs. 715-730. (ISBN 978-950-12-3139-7).
- Tratamiento Psicofarmacológico de la Bulimia Nerviosa. En Moizeszowicz J., Psicofarmacología Psicodinámica III. Nuevos enfoques clínico-terapéuticos. Editorial Paidós, Buenos Aires, 1994, Capítulo 12, págs. 681-691. (ISBN 978-950-12-3139-7).
- Psicofármacos y Terapia por la Palabra, en un Sobrio Debate. Diario Tiempo Argentino, 30 de marzo de 1983.
- Como Combatir la Depresión], Diario Clarín, 2 de diciembre de 1983.
- Effects of a New Benzodiazepine Derivative in Anxious Patients with gastrointestinal Disorders. Laudano O., Peralta M., Luján L., Aparicio N., Moizeszowicz J., Journal of Clinical Pharmacology 1977; 17: 441-446.
- Controlled Trial of Nomifensin and Viloxazine in the Treatment of Depression in the Elderly. Moizeszowicz J., Subirá S., Journal of Clinical Pharmacology 1977; 17: 81-83.
- Utilidad de la Diferenciación de Benzodiacepinas en el Tratamiento de la Ansiedad. Chappa H., Moizeszowicz J., Prensa Médica Argentina 1976; 63: 339-342.
- Tratamiento de las Neurosis Depresivas-Ansiosas con un Nuevo Psicofármaco: Nomifensin. Chappa H., Levin E., Moizeszowicz J., Acta Psiquiátrica y Psicología de América Latina 1976; 22: 133-138.
- Evaluación del Insomnio por Escalas de Autoadministración. Efectividad de un Nuevo Hipnótico Benzodiacepínico Soluble. Moizeszowicz J., Cúneo G., Guitelman A., Semana Médica 1976; 149: 116-120.
- A Double Blind Comparative Trial of Nomifensin and Desipramine in Depression. Relation Between Treatment and Phenylethylamine Excretion. Acebal E., Subirá S.,  Spatz H., Faleni R., Merzbacher B., Gales A., Moizeszowicz J., European Journal of Clinical Pharmacology 1976; 10: 109-113.
- Evaluation of the Psychotropic Effect of Etifoxina throught Pursuit Rotor Performance and Galvanic Skin Response. Córsico R., Moizeszowicz J., Bursuk L.,  Rovaro E., Psychopharmacology (Berl) 1976; 45: 301-303.
- Actualización en la Evaluación Clínica de Psicofármacos. Acta Psiquiátrica y Psicológica de América Latina 1975; 21: 41-51.
- “Psicofarmacología Psicodinámica III. Nuevos enfoques clínico-terapéuticos". Editorial Paidós, Buenos Aires, 1994. (ISBN 978-950-12-3139-7).
- “Psicofarmacología Psicodinámica II. Aspectos neuroquímicos, neuropsiquiátricos y psicológicos". Editorial Paidós, Buenos Aires, 1994. (ISBN 950-12-3116-X).
- “Psicofarmacología Psicodinámica I. Aspectos neuroquímicos y psicológicos”. Editorial Paidós, Buenos Aires, 1982. (ISBN 950-12-3102-X).